# Tiszacsécse
Tiszacsécse, ehemals Csécse, ist eine ungarische Gemeinde im Kreis Fehérgyarmat im Komitat Szabolcs-Szatmár-Bereg.

## Geografische Lage
Tiszacsécse liegt ungefähr 20 Kilometer nordöstlich der Stadt Fehérgyarmat, 500 Meter vom linken Ufer der Theiß entfernt, an der Grenze zur Ukraine. Ungarische Nachbargemeinden sind Tiszakóród und Milota. Jenseits der Grenze liegt zwei Kilometer nordwestlich der ukrainische Ort Wary.

## Söhne und Töchter der Gemeinde
- Zsigmond Móricz (1879–1942), Schriftsteller

## Sehenswürdigkeiten
- Gedenktafel zum Theiß-Hochwasser (Tiszai árvíz emléktáblája), erschaffen 1999 von Géza Balogh
- Reformierte Kirche, erbaut 1820–1825 (Spätbarock) mit hölzernem Glockenturm neben der Kirche, erbaut 1822
- Traditionelles Wohnhaus (Népi lakóház)
- Weltkriegsdenkmal (II. világháborús emlékmü)
- Zsigmond Móricz Geburts- und Gedenkhaus (Móricz Zsigmond szülőháza és emlékháza)
- Zsigmond-Móricz-Statue (Móricz Zsigmond szobor), erschaffen 1979 von Imre Varga

## Verkehr
Durch Tiszacsécse verläuft die Landstraße Nr. 4129. Der nächstgelegene ungarische Bahnhof befindet sich in südwestlich Penyige, der nächstgelegene ukrainische Bahnhof östlich in Wylok.

## Bilder

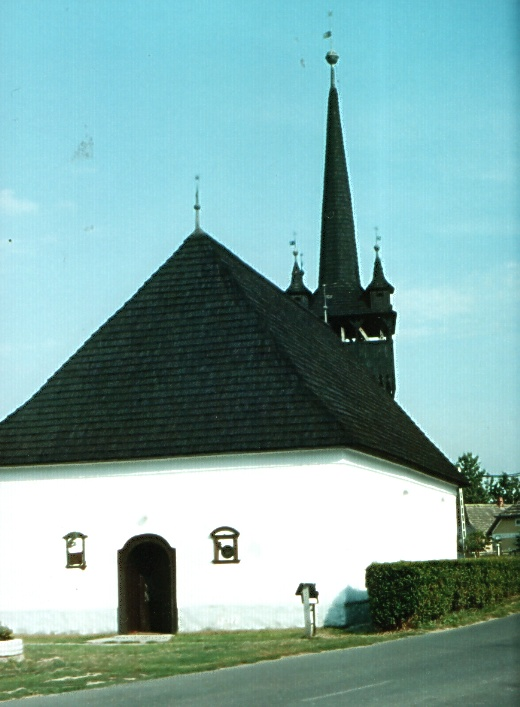
Reformierte Kirche Tiszacsécse
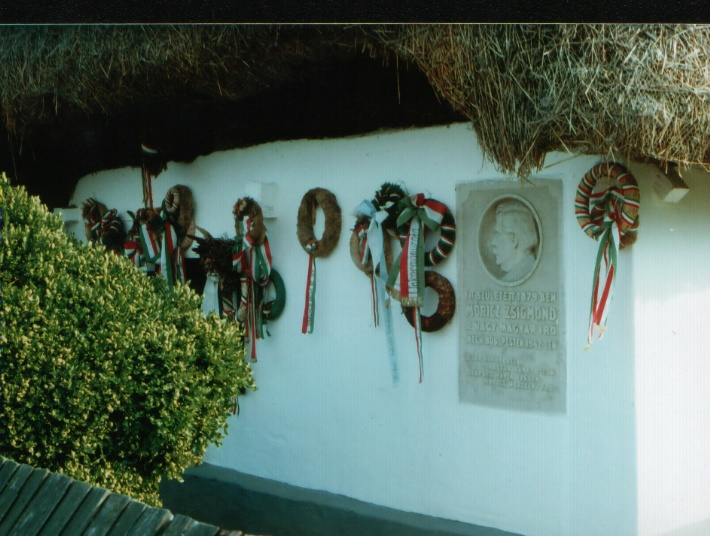
Geburts- und Gedenkhaus von Zsigmond Móricz